# NK Šokadija Duboševica
NK Šokadija je nogometni klub iz Duboševice. Klub je prvobitno osnovan pod imenom NK Omladinac i to ime nosio je sve do 1998. godine.
Trenutačno se natječe u 2. ŽNL Osječko-baranjskoj, NS Beli Manastir.